# ReadSoft
ReadSoft est une entreprise suédoise, créée en 1991. Elle est spécialisée dans la dématérialisation des documents entrants dans l'entreprise : factures, courriers, formulaires, bons de commande, moyens de paiement, etc. Le Groupe est présent dans 16 pays en Europe, Amérique du Nord, Amérique du Sud, Asie et Australie. Son siège social est basé en Suède et le Groupe est coté à la Bourse de Stockholm depuis 1999. La filiale française a été créée en 1997.
ReadSoft est actuellement leader international dans le secteur des applications destinées à automatiser les processus métiers.

## Métier
Depuis sa création, ReadSoft développe des technologies qui vont contribuer à éliminer le papier au sein des organisations tout en optimisant leurs processus métier. Il s'agit de transformer les documents papier en documents numériques, ce qui peut faciliter leur circulation au sein de l'entreprise et leur intégration dans les différentes applications métier appropriées. 
Un document est un écrit qui transmet des informations. Dans le cadre professionnel, il peut s'agir d'un bon de commande, d'une facture, d'un contrat ou d'un courrier manuscrit émanant d'un client. Il peut prendre plusieurs formes : papier, télécopie, format électronique (fichiers PDF, XML...) et peut être transféré via divers supports : courrier électronique, Web, stylo numérique, appareil mobile (portable, assistant personnel...). Dans le cadre de l'automatisation des documents, ReadSoft classe les documents en trois catégories, en fonction de la structure de leur contenu :
1. Les documents structurés : ils contiennent des informations dont on connaît le contenu et l'emplacement. Il s'agit par exemple de bons de commande, de demandes de prêt ou de cartes de crédit, de questionnaires, de formulaires statistique...
2. Les documents semi-structurés : il s'agit de documents qui contiennent des informations dont on connaît le contexte, mais pas l'emplacement. La disposition de ces documents n'étant pas fixe. Il s'agit par exemple de factures, de bons de commande et de bons de livraison.
3. Les documents non structurés : dans ces documents, on ne connaît ni la disposition des informations, ni leur contexte. Il s'agit par exemple de devis ou de courriers.

Concepteur d'une plate-forme qui permet de prendre en charge l'automatisation de toutes ces typologies de documents, ReadSoft consacre une part importante de son chiffre d'affaires à la Recherche et au Développement[réf. nécessaire] .
ReadSoft commercialise ses solutions en mode indirect grâce à des intégrateurs spécialisés. 
ReadSoft met en avant la contribution des solutions de dématérialisation de documents à la diminution de l'empreinte énergétique des entreprises. Elle a aussi donné pour mission à une ONG basée à Stockholm, Vi-skogen, de planter un arbre pour chaque nouvelle société utilisatrice des solutions ReadSoft.[réf. nécessaire]

## Historique
- 1991 : Introduction de la capture automatique de données, incluant l'écriture manuscrite
- 1994 : Reconnaissance de langages multiples
- 1997 : Introduction d'une technologie d'auto-apprentissage pour traiter les factures
- 2000 : Introduction de la capacité à traiter la couleur dans les documents
- 2000 : Introduction d'un procédé unique pour traiter tous types de média, incluant email, fax, web, et papier
- 2001 : La plate-forme des traitements des factures est certifiée SAP R/3
- 2003 : Introduction d'une nouvelle capacité à capturer les données à partir d'un stylo numérique
- 2005 : La plate-forme des traitements des factures est certifiée Oracle E-Business Suite
- 2006 : Acquisition d'une société allemande spécialiste de SAP : Ebydos AG - lancement d'un centre de compétences SAP
- 2006 : Acquisition d'une société danoise spécialiste Oracle, Consit Development, - lancement d'un centre de compétences Oracle